# Zelów
Pour les articles homonymes, voir Zelów (homonymie).
Zelów (prononciation [ˈzɛluf]) est une ville située dans le powiat de Bełchatów, dans la voïvodie de Łódź, située dans le centre de la Pologne. 
Elle est le siège administratif (chef-lieu) de la gmina de Zelów.
Zelów se situe à environ 15 kilomètres (km) au nord-ouest de Bełchatów (siège du powiat) et à 53 kilomètres au sud-ouest de Łódź (capitale de la voïvodie).
Sa population s'élevait à 8 173 habitants en 2006 repartie sur une superficie de 10,75 km².

## Histoire
2 000 Juifs vivaient à Zelów avant la Seconde Guerre mondiale. La plupart d'entre eux ont été exécutés à Chełmno, et d'autres ont été déportés vers le ghetto de Lodz et de là vers les camps de la mort.